# Uničov
Uničov (pronunție în cehă [ˈuɲɪtʃof]; în germană Mährisch Neustadt) este un oraș și o comună din districtul Olomouc din regiunea Olomouc din Cehia. Are o populație de aproximativ 11.000 de locuitori. Centrul istoric al orașului este bine conservat și este protejat prin lege ca zonă de monument urban.
Obiectivul turistic principal al pieței orașului este primăria, situată în mijlocul pieței. A fost construită la sfârșitul secolului al XIV-lea sau începutul secolului al XV-lea. În secolul al XIX-lea, primăria a fost reconstruită sub forma sa actuală pseudo-renascentistă.

## Diviziuni administrative
Uničov este format din nouă diviziuni administrative (în paranteze populația conform recensământului din 2021):
- Uničov (9,205)
- Benkov (204)
- Brníčko (338)
- Dětřichov (122)
- Dolní Sukolom (276)
- Horní Sukolom (119)
- Nová Dědina (112)
- Renoty (192)
- Střelice (396)

## Etimologie
Numele orașului Uničov este derivat din numele personal Unič. La începutul secolului al XIII-lea, în locul satului inițial a fost întemeiat un oraș, care a dus la numele său latin Nova civitas și cel german Neustadt, ambele cu sensul de „Orașul Nou”. Adjectivul german Mährisch (adică „morav”) a fost dat în secolul al XVIII-lea pentru a-l deosebi de alte locuri cu același nume.

## Geografie
Uničov se află la aproximativ 21 kilometri (13 mi) nord-vest de Olomouc. Se găsește într-un peisaj agricol plat din zona joasă a Văii Morava de Sus. Râul Oslava curge prin oraș. Vârful de vest al teritoriului comunei se extinde în Aria peisagistică protejată Litovelské Pomoraví.

## Istorie

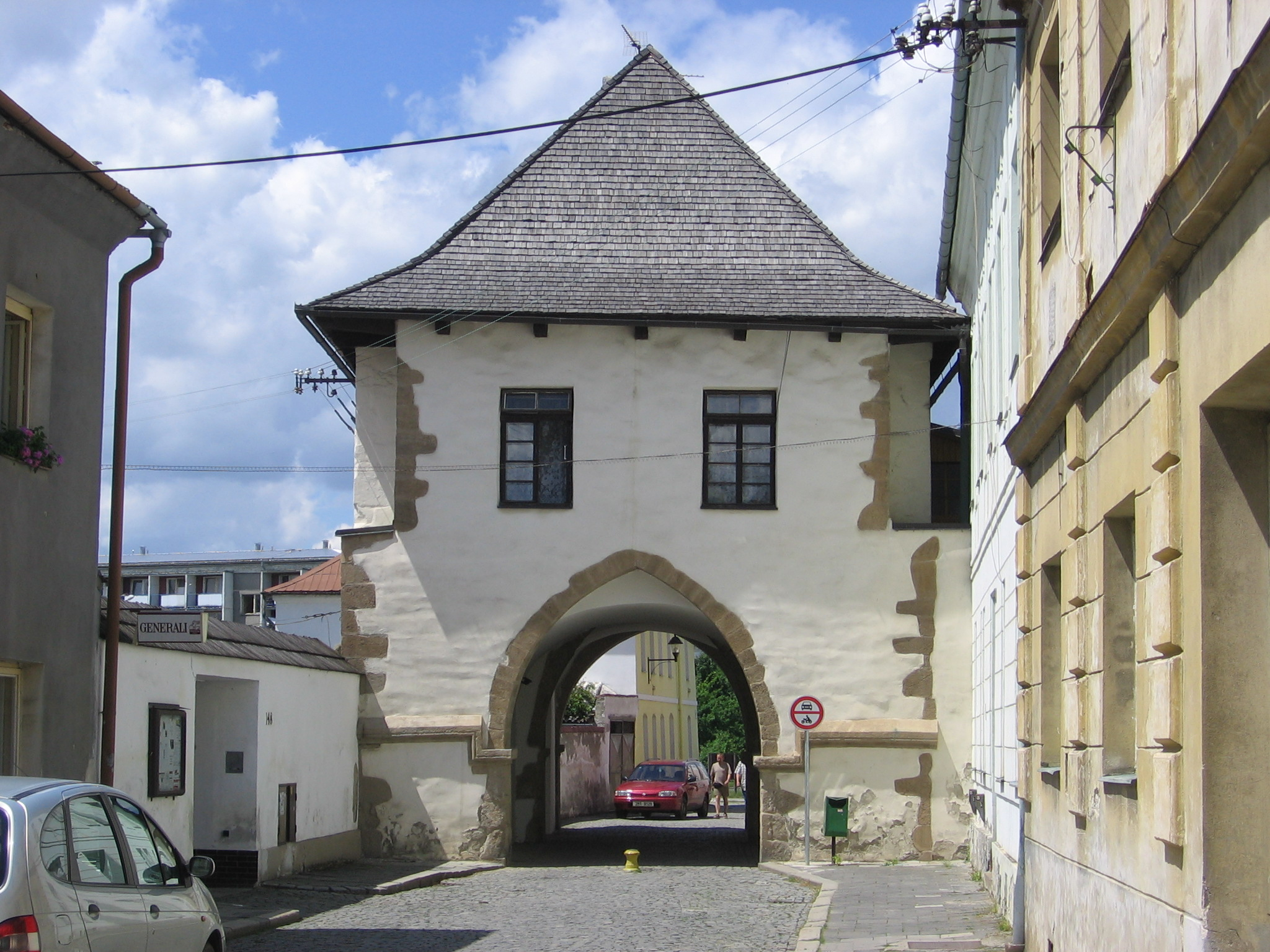
Poarta Medelská, o rămășiță a fortificațiilor orașului

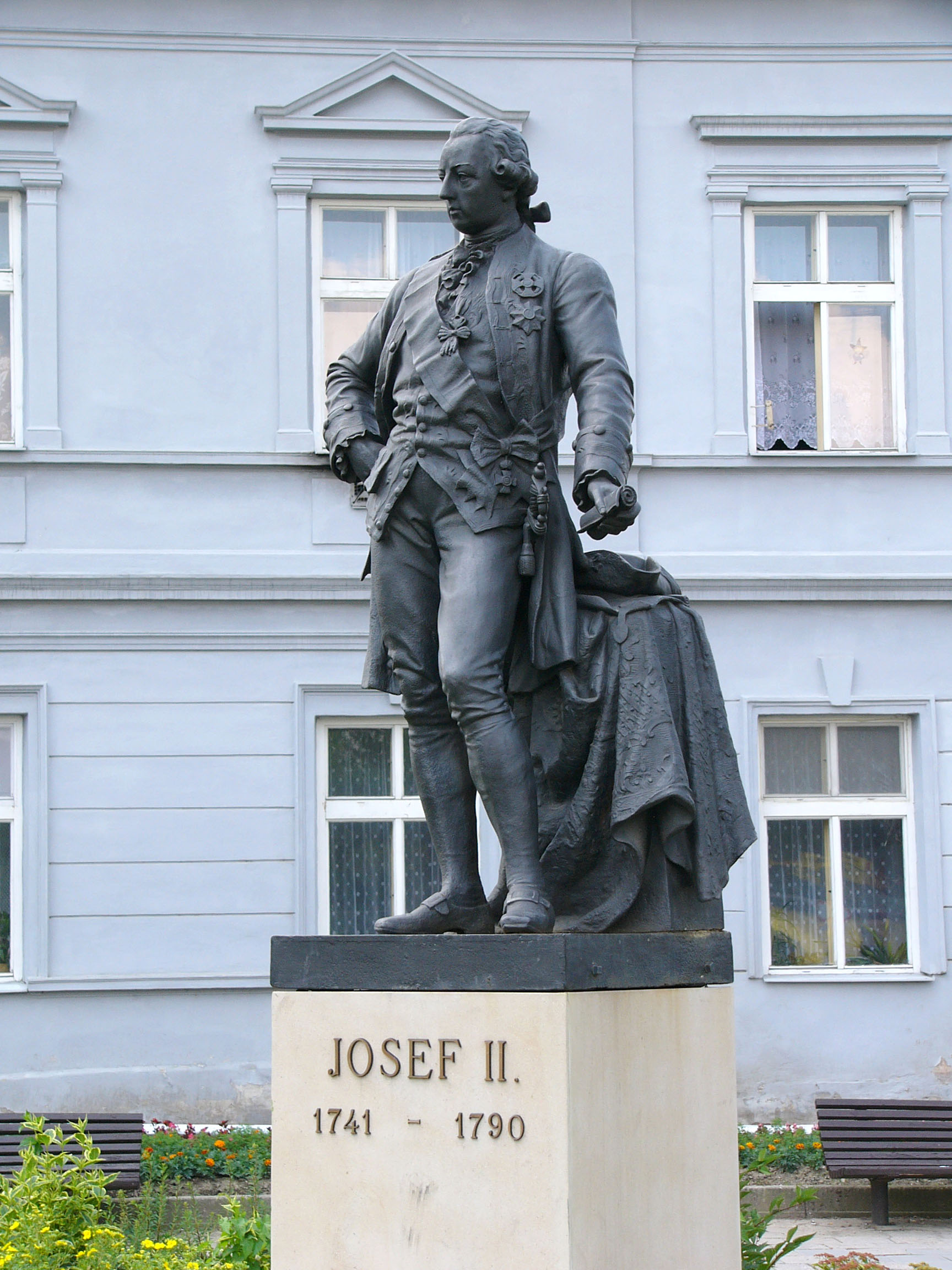
Statuia împăratului Iosif al II-lea

Uničov este unul dintre cele șapte orașe regale din Moravia. A fost fondat în jurul anului 1213 de către margraful Vladislaus al III-lea, fratele regelui Ottokar I al Boemiei . A primit drepturile Magdeburg în 1223 și alte privilegii în 1234 de la succesorul lui Ottokar, regele Venceslau I. Orașul a fost proiectat ca să devină un centru de minereuri și metale prețioase, dar zăcămintele nu au fost atât de abundente. Prin urmare, orașul s-a reorientat către comerț și meșteșuguri, iar în 1327 a fost fortificat.
Până la Războaiele Hudite, administrația orașului Uničov a fost controlată de coloniști germani. În 1422, forțele husite de sub comanda lui Sigismund Korybut⁠(d) au ocupat orașul și au alungat administrația germană. După ajungerea la putere a regelui husit George de Poděbrady în 1458, orașul a devenit un centru al noii confesiuni până când a căzut în mâna rivalului său, Matia Corvin, în 1479.
Ca parte a monarhiei habsburgice din 1526, Uničov a prosperat până la Bătălia de la Muntele Alb din 1620. Pentru că a participat de parte revoltei protestante din Boemia, orașul a fost deposedat de privilegiile sale de către împăratul Ferdinand al II-lea și a devenit subiect al Casei austriece de Liechtenstein, verdict care a fost însă anulat câțiva ani mai târziu.
Cu toate acestea, cetățenii au suferit grav în perioada Războiului de Treizeci de Ani, în 1642 când orașul a fost ocupat de trupele suedeze. În 1643, un incendiu mare a deteriorat și mai grav Uničov. Suedezii nu au părăsit orașul decât în 1650. Orașul și-a revenit greu după consecințele războiului și a avut probleme economice. Uničov a devenit astfel un mic oraș rural.
După Războiul de Șapte Ani, împăratul Iosif al II-lea s-a întâlnit aici cu regele prusac Frederic al II-lea cel Mare în 1770. Această întâlnire a foștilor dușmani a dus până la urmă la prima împărțire a Poloniei, doi ani mai târziu.
După Al Doilea Război Mondial, restul populației germane a fost expulzată. În 1948, a început construcția unei fabrici mari de inginerie, ceea ce a dus la migrarea noilor locuitori spre oraș.

## Economie
Principala activitate comercială din Uničov, în prezent, are loc la complexul ingineresc-metalurgic UNEX. Această companie de inginerie grea este cunoscută în întreaga lume pentru producția sa de excavatoare cu roți cu cupe.

## Transporturi
Uničov se află pe o linie de cale ferată care duce de la Olomouc la Šumperk.

## Obiective turistice

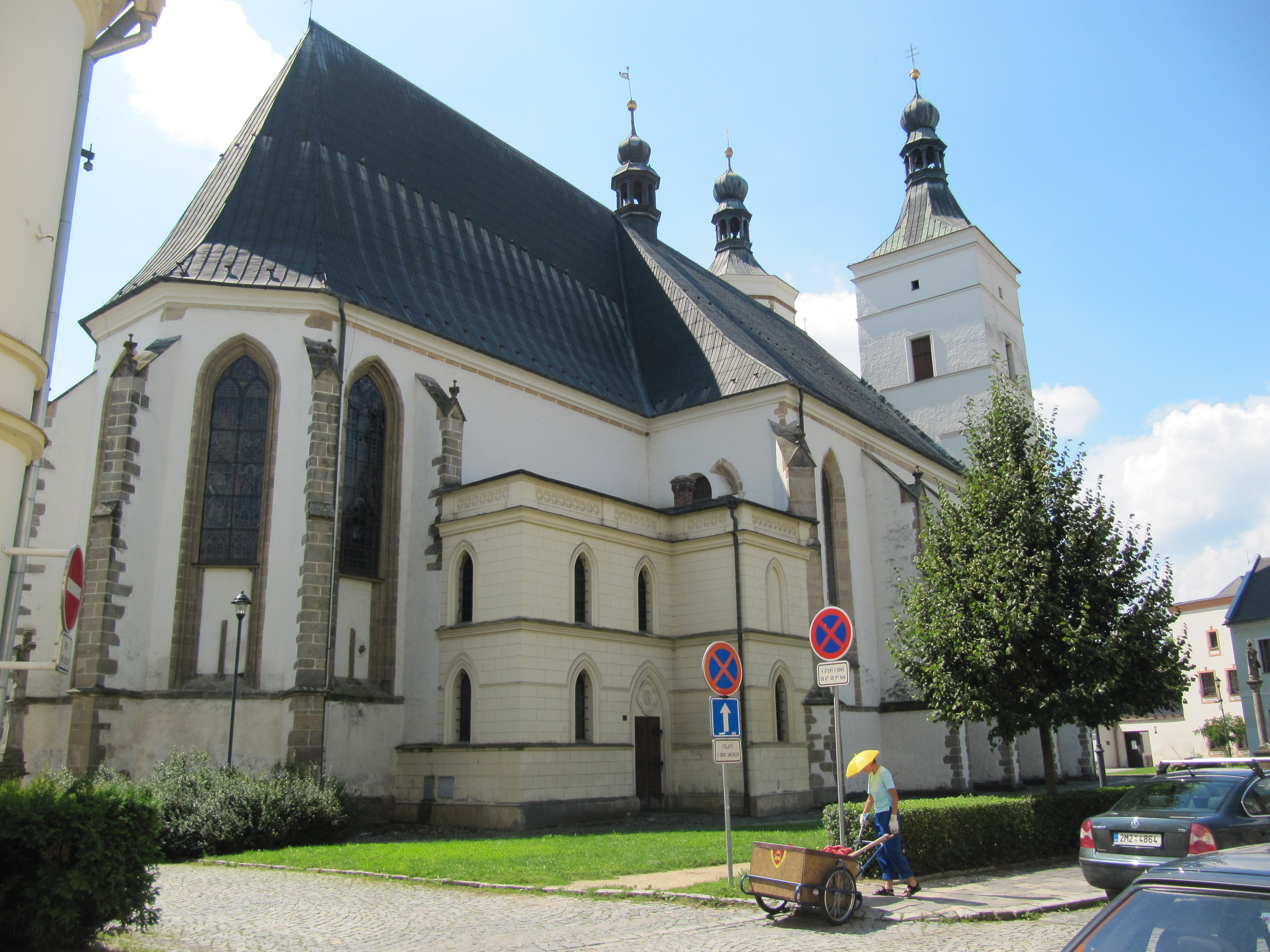
Biserica Adormirea Maicii Domnului

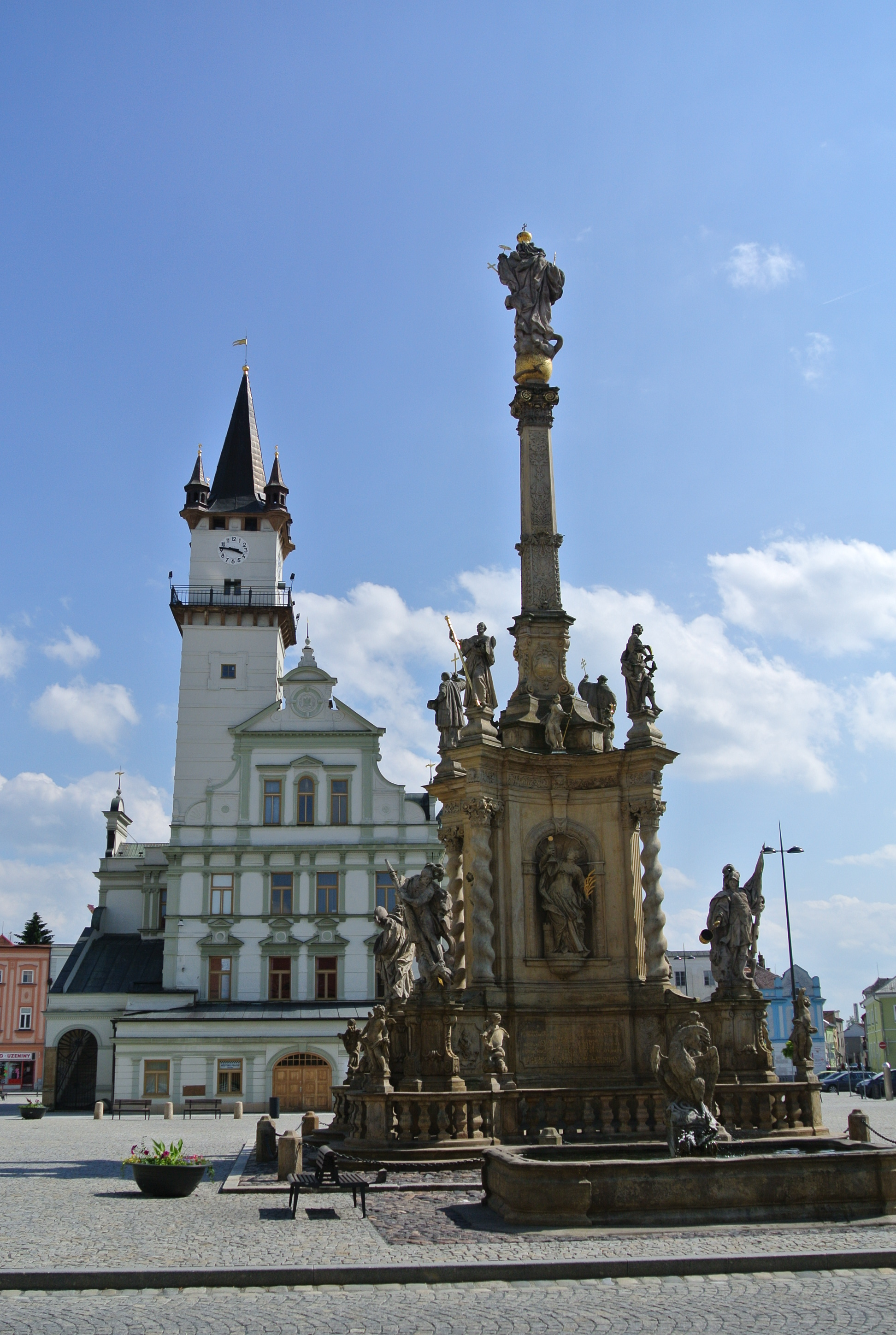
Coloana mariană

Obiectivul turistic principal al pieței orașului este primăria, situată în mijlocul pieței. A fost construită la sfârșitul secolului al XIV-lea sau începutul secolului al XV-lea și inițial a servit ca o casă de piață. Primăria a fost refăcută de mai multe ori și și-a pierdut caracterul gotic. Treptat, au fost adăugate un turn înalt de 45 metri (148 ft) și o capelă (acum o sală de ceremonii). În secolul al XIX-lea, primăria a fost reconstruită sub forma sa actuală pseudo-renascentistă.
În mijlocul pieței se află și o coloană mariană înaltă de 22 metri (72 ft), una dintre cele mai semnificative din Moravia. A fost finalizată în anul 1743.
Biserica Adormirea Maicii Domnului a fost ridicată în prima jumătate a secolului al XIV-lea. Este un exemplu semnificativ de arhitectură gotică și a renașterii târzii. Biserica a ars de opt ori și, astfel, a fost reparată și modificată de mai multe ori. Ea are două turnuri, unul dintre ele octogonal. 
Biserica Înălțarea Sfintei Cruci este o rămășiță a unui complex mănăstiresc minorit care a fost închis în secolul al XIX-lea. Pe lângă partea reconstruită în stil baroc, este vizibilă și partea gotică originală. În prezent, funcționează ca o sală de concerte.
Vodní branka („Poarta apei”) este o clădire renascentistă valoroasă arhitectural, care a făcut parte din fortificațiile orașului și a servit ca armurărie. În prezent, aici este muzeul orașului.

## Persoane notabile
- Sigismund Albicus⁠(d) (c. 1360 –1427), arhiepiscop de Praga
- Leopold Waber⁠(d) (1875–1945), avocat și om politic austriac
- Petr Uličný⁠(d) (născut în 1950), fotbalist și antrenor
- Jan Březina (născut în 1954), om politic; a fost primar în Uničov în 1995–1997
- Jan Hruška⁠(d) (născut în 1975), ciclist
- Lukáš Plšek⁠(d) (născut în 1983), jucător de hochei pe gheață

## Orașe înfrățite
Uničov este înfrățit cu:
- Bieruń-powiat Bieruń-Lędziny, Polonia
- Dubno, Ucraina
- Jelšava, Slovacia
- Lędziny, Polonia
- Roccagorga, Italia